# Yulia Tsibulscaya
Iúlia Tsibúlscaya (rumano Iulia Țibulski,  es conocida en ruso como Юлия Цибульская y en polaco como Julia Cybulska, nació el 15 de junio de 1933 en Leova, Besarabia, Rumania) — compositora, musicóloga, pedagoga moldava. Miembro de la Unión de los compositores de la URSS (1977). Artista emérita de Moldavia (1992).

## Biografía
Acabó sus estudios en la escuela musical de Chişinäu en 1954, en la facultad de teoría de la composición del Conservatorio de Leningrado en 1960.
Investigaba motivos folclóricos en la obra de Karol Szymanowski y Frédéric Chopin. Entre los profesores, que determinaron el camino ulterior de creación de Yulia Tsibulscaya,  estuvieron V. N. Salmanov (orquestación, composición), A. P. Maslacovets (una alumna de Mariya Yúdina, piano), F. A. Rubtsov (folclor), A. N. Dolzhanski (polifonía). 
Desde 1960 hasta 1974 enseñó en el Conservatorio de Chişinǎu (el Instituto de Artes "G. Muzicescu"). Desde 1974 hasta 1977 — un colaborador científico en el Departamento de etnografía y estudio del arte adjunto a la Academia de Ciencias de la RSS Moldava. 
Desde 1977 hasta 1988 fue redactora musical en la editorial "Literatura artisticǎ".
En la actualidad reside en Núremberg, Alemania.

## Condecoraciones y títulos
- Miembro de la Unión de los Compositores de la URSS (1977).
- El premio "N. K. Krupskaya" del Ministerio de Enseñanza de la RSS Moldava por una contribución importante a la educación musical de la juventud.
- Artista emérita de Moldavia (1992).
- El premio de la UNESCO por la mejor composición coral para un coro mixto ("Canción de cuna") (1995).

## Música
- El bosque es hermoso con la flor. (Iu.Ţibulschi – Gr.Vieru)
- Cristo no tiene ninguna culpa. (Iu.Ţibulschi – Gr.Vieru)
- Canciones de Iulia Tibulschi, ejecutadas por el autor Archivado el 22 de octubre de 2013 en Wayback Machine.
- La presentación del disco de vinilo de Yulia Tsibulscaay tiene por título «Iulia Tibulschi - Vinyl Plak».

- Datos: Q420132